# 餘調
在同調論與代數餘鏈中，餘調表示由與拓樸空間相關的阿貝爾群組成的序列，經常由餘鏈復形定義。餘調可以被視為給予空間（比同調）更豐富的代數不變量的方式。某些餘調是將同調的建構對偶化產生的。換言之，餘鏈是同調論中鏈群上的函數。
這個概念一開始是在拓撲學中，到20世紀後半變成數學的一個主要方法。從原先將同調作為建構拓樸空間的代數不變量的方法，現今同調與餘調理論的應用已遍布幾何與代數。餘調是個反變的理論，而在很多應用中比同調更自然，但術語使上述事實變得不明顯。基礎地看，這與幾何的情況中的函數與拉回有關：給定空間 X、Y 、 Y 上的某種函數 F ，對任何映射 f : X → Y  ，與 f 的複合會產生在 X 上的函數 F ∘ f 。最重要的一些餘調論有一種積，稱為杯積，使其具有環的結構。所以，餘調常是比同調更強的不變量。
广义上的同调理论（其他代数或几何结构的不变式，而不是拓扑空间的不变式）包括：代数K理论，李代数同调，晶体同调等。

## 奇异上同调
奇异上同调是拓扑学中一个强大的不变量，将分次交换环同任意拓扑空间联系起来。每个连续映射{\displaystyle f:\ X\to Y}都决定了从Y的上同调环到X的上同调环的同态，这对X到Y的可能映射施加了强有力的限制。上同调环不同于同伦群等更微妙的不变式，对于感兴趣的空间来说，实际上往往是可以计算的。
对拓扑空间X，奇异上同调的定义始于奇异链复形：:108
{\displaystyle \cdots \to C_{i+1}{\stackrel {\partial _{i+1}}{\to }}C_{i}{\stackrel {\partial _{i}}{\to }}\ C_{i-1}\to \cdots }
由定义，X的奇异同调是这链复形的同调（一个同态的核对前一个的像取模）。更详细地说，{\displaystyle C_{i}}是从标准i单纯形到X（称作“X中的奇异i单形（simplice）”）的连续映射集的自由阿贝尔群；{\displaystyle \partial _{i}}是第i个边界同态。i为负数时，群{\displaystyle C_{i}}为零。
现固定一个阿贝尔群A，把每个群Ci换成其对偶群{\displaystyle C_{i}^{*}:=\mathrm {Hom} (C_{i},A),}；把{\displaystyle \partial _{i}}换成对偶同态
{\displaystyle d_{i-1}:C_{i-1}^{*}\to C_{i}^{*}.}
这会把原复形的“所有箭头都逆转”，留下上链复形
{\displaystyle \cdots \leftarrow C_{i+1}^{*}{\stackrel {d_{i}}{\leftarrow }}\ C_{i}^{*}{\stackrel {d_{i-1}}{\leftarrow }}C_{i-1}^{*}\leftarrow \cdots }
对任意整数i，X的第i个系数在A中的上同调群定义为{\displaystyle {\rm {ker}}(d_{i})/{\rm {im}}(d_{i-1}),}记作{\displaystyle H^{i}(X,\ A).}i为负数时，群为零。{\displaystyle C_{i}^{*}}的元素称作奇异i上链，系数在A中。（等价地，X上的i上链可从X中到A的奇异i单形集函数中辨别出来）ker(d)、im(d)中的元素分别称作上循环和上边界（coboundary），{\displaystyle {\rm {ker}}(d)/{\rm {im}}(d)=H^{i}(X,\ A)}的元素则称作上同调类（因为是上循环的等价类）。
下文时而省略系数群A不写。通常取A为交换环R，则上同调群为R模。标准的选择是整数环Z。
上同调的一些形式性质与同调基本一致：
- 连续映射{\displaystyle f:X\to Y}决定了同调上的前推同态{\displaystyle f_{*}:H_{i}(X)\to H_{i}(Y)}与上同调上的拉回同态{\displaystyle f^{*}:H^{i}(Y)\to H^{i}(X)}，这使上同调成为从拓扑空间到阿贝尔群（或R模）的反变函子。
- X到Y的两个同伦映射会在上同调引起相同的同态（如在同调上）。
- 迈尔–维托里斯正合列是同调与上同调中重要的计算工具。注意边界同态增加（而非减少）了上同调的度；即，若空间X是开子集U与V的交，则有长正合序列：{\displaystyle \cdots \to H^{i}(X)\to H^{i}(U)\oplus H^{i}(V)\to H^{i}(U\cap V)\to H^{i+1}(X)\to \cdots }
- 对空间X的任意子空间Y，有相关上同调群{\displaystyle H^{i}(X,Y;A).}由长正合序列与通常的上同调群相关联：{\displaystyle \cdots \to H^{i}(X,Y)\to H^{i}(X)\to H^{i}(Y)\to H^{i+1}(X,Y)\to \cdots }
- 泛系数定理用Ext群描述了上同调，即有短正合序列{\displaystyle 0\to \operatorname {Ext} _{\mathbb {Z} }^{1}(\operatorname {H} _{i-1}(X,\mathbb {Z} ),A)\to H^{i}(X,A)\to \operatorname {Hom} _{\mathbb {Z} }(H_{i}(X,\mathbb {Z} ),A)\to 0.}相关的说法是，对域F，{\displaystyle H^{i}(X,F)}正是向量空间{\displaystyle H_{i}(X,F)}的对偶空间。
- 若X是拓扑流形或CW复形，则对大于X的维度的i，上同调群{\displaystyle H^{i}(X,A)}为零。[2]若X是紧流形（可能有界），或是在每个维度都有有限多单元的CW复形，且R是交换诺特环，则R模{\displaystyle H^{i}(X,\ R)}对每个i都是有限生成模。[3]

另一方面，上同调有同调没有的重要结构：对任意拓扑空间X与交换环R，有称作上积的双线性映射：
{\displaystyle H^{i}(X,R)\times H^{j}(X,R)\to H^{i+j}(X,R),}
从奇异上链的明确公式定义。上同调类u与v的积写作u ∪ v或只是uv，这个积使得直和
{\displaystyle H^{*}(X,R)=\bigoplus _{i}H^{i}(X,R)}
变为分次环，称作X的上同调环，在如下意义上是分次交换环：
{\displaystyle uv=(-1)^{ij}vu,\qquad u\in H^{i}(X,R),v\in H^{j}(X,R).}
对任意连续映射{\displaystyle f\colon X\to Y,}，拉回{\displaystyle f^{*}:H^{*}(Y,R)\to H^{*}(X,R)}是分次R代数的同态。可见，若两空间同伦等价，则它们的上同调环就同构。
下面是上积的一些几何解释。除非另有说明，否则默认流形无界。闭流形是（不含边界）紧流形，而流形M的闭子流形N是M的闭子集的子流形，不必是紧流形（不过，若M紧，则N必紧）。
- 令X为n维闭有向流形，则庞加莱对偶性给出同构{\displaystyle H^{i}X\cong H_{n-i}X}。于是，X中余维度为i的闭有向子流形决定了{\displaystyle H^{i}X}中的上同调类，称作{\displaystyle [S].}在这些术语中，上积描述了子流形的相交：若S、T是余维度为i、j的子流形，并横截地相交，则{\displaystyle [S][T]=[S\cap T]\in H^{i+j}(X),}当中的交S ∩ T是余维度为i+j的子流形，方向由S、T、X的方向确定。在光滑流形的情形下，若S、T不横截着相交，则这公式仍可计算上积{\displaystyle [S][T]}，方法是扰动S或T使其横截相交。更一般地，X不需有向，其闭子流形与法丛上的方向决定了X上的一个上同调类。若X是非紧流形，则闭子流形（不需是紧的）决定了X上的上同调类。两种情形下，上积仍可用子流形之交来描述。注意勒内·托姆在光滑14维流形上构造了度为7的积分上同调类，不是任何光滑子流形的类。[5]:62–63另一方面，他证明了光滑流形上所有度为正的积分上同调类都有正倍数，其是光滑子流形的类。[5]:定理II.29而且，流形上的所有积分上同调类都可用“伪流形”（即单纯形，在余维度至少为2的闭子集之外是流形）表示。
- 对光滑流形X，德拉姆定理表明，具有实系数的X的奇异上同调与X的德拉姆上同调同构，由微分形式定义。上积对应微分形式的积。这解释的优点在于微分形式的积是分次交换的，而奇异上链的积只在链同伦意义上分次交换。事实上，对系数在整数{\displaystyle \mathbb {Z} }或{\displaystyle \mathbb {Z} /p}（p为使积在鼻上分次交换的素数）中的奇异上链，无法修改其定义。上链层面上分次交换性失效，导致了模p上同调上的斯廷罗德运算。

非常不正式地说，对任意拓扑空间X，{\displaystyle H^{i}(X)}的元素都可认为是可在X上自由移动的余维度为i的子空间。举例来说，定义元素的一种方法是给出从X到流形M的连续映射f，以及M的余维度为i的闭子流形N，且在法丛上有向。形式上说，可将结果类{\displaystyle f^{*}([N])\in H^{i}(X)}视为位于X的子空间{\displaystyle f^{-1}(N)}上；这是合理的，因为类{\displaystyle f^{*}([N])}在开子集{\displaystyle X-f^{-1}(N)}的上同调中限制为零。上同调类{\displaystyle f^{*}([N])}可在X上自由移动，即N可被M内N的任意连续变形所代替。

## 例子
下面默认上同调系数为整数。
- 点的上同调环是度为0的环Z。根据同伦不变性，这也是任何可紧空间的上同调环，如欧氏空间Rn。

2维环面的第一上同调群的基由所示两个圆的类给出。

- 2维环面的第一上同调群的基由所示两个圆的类给出。对正整数n，N维球面{\displaystyle S^{n}}的上同调环是{\displaystyle \mathbb {Z} [x]/(x^{2})}（多项式环对给定理想的商环），x的度为n。根据上述庞加莱对偶性，x是球面上一点的类。
- 环面{\displaystyle (S^{1})^{n}}的上同调环是度为1的n个生成器上的Z的外代数。[6]例如，令P表示圆{\displaystyle S^{1}}中的点，Q为2维环面{\displaystyle (S^{1})^{2}}中的点(P,P)。则，{\displaystyle (S^{1})^{2}}的上同调有如下形式的自由Z模基：度为0的元素1、度为1的{\displaystyle x\mathrel {\mathop {:} } =[P\times S^{1}]}及{\displaystyle y\mathrel {\mathop {:} } =[S^{1}\times P]}、度为2的{\displaystyle xy=[Q].}（此处隐含地固定了环面和两个圆的方向）注意由分次交换性可知，{\displaystyle yx=-xy=-[Q].}
- 更一般地，令R为交换环、令X与Y为使{\displaystyle H^{*}(X,\ R)}为所有度都是有限生成自由R模的任意拓扑空间（Y不需要假设）。则据克奈定理，积空间{\displaystyle X\times Y}的上同调环是R代数的张量积：[1]:定理3.15 {\displaystyle H^{*}(X\times Y,R)\cong H^{*}(X,R)\otimes _{R}H^{*}(Y,R).}
- 实射影空间{\displaystyle \mathbb {RP} ^{n}}的上同调环（系数位于{\displaystyle \mathbb {Z} /2}）是{\displaystyle \mathbb {Z} /2[x]/(x^{n+1})}，x的度为1。[1]:定理3.19当中x是{\displaystyle \mathbb {RP} ^{n}}中的超平面{\displaystyle \mathbb {RP} ^{n-1}}的类，即使{\displaystyle \mathbb {RP} ^{j}}（j为正偶数）无向也成立，因为{\displaystyle \mathbb {Z} /2}系数的庞加莱对偶性适于任意流形。若系数是整数，就比较复杂了。{\displaystyle \mathbb {RP} ^{2a}}的Z上同调具有度为2的元素y，使整个上同调是度为0的元素1张成的Z与{\displaystyle y^{i}\ (i=1,\ \ldots ,\ a)}张成的Z/2的直和。{\displaystyle \mathbb {RP} ^{2a+1}}的Z上同调也如此，只是多了一份度为2a+1的Z。[1]:22

- 复射影空间{\displaystyle \mathbb {CP} ^{n}}的上同调环是{\displaystyle \mathbb {Z} [x]/(x^{m+1})}，其中x的度为2。[1]:定理3.19x是{\displaystyle \mathbb {CP} ^{n}}中超平面{\displaystyle \mathbb {CP} ^{n-1}}的类；更一般地说，{\displaystyle x^{j}}是{\displaystyle \mathbb {CP} ^{n}}中线性子空间{\displaystyle \mathbb {CP} ^{n-j}}的类。
- 亏格g ≥ 0的闭有向面X的上同调环有如下形式的自由Z模的基：度为0的元素1、度为1的{\displaystyle A_{1},\ \ldots ,\ A_{g}}及{\displaystyle B_{1},\ \ldots ,\ B_{g}}、度为2的点的类P。积由下面的定义给出：{\displaystyle A_{i}A_{j}=B_{i}B_{j}=0,\ \forall i,\ j;\quad A_{i}B_{j}=0\ (i\neq j);\quad A_{i}B_{j}=0\ (i\neq j),\ A_{i}B_{i}=P,\ \forall i.}[7]由分次交换性，可知有BiAi = −P
- 在任意拓扑空间上，上同调环的分次交换性都表明，对任意度为奇的上同调类x都有{\displaystyle 2x^{2}=0.}因此，对包含1/2的环R，{\displaystyle H^{*}(X,\ R)}中所有度为奇的元素的平方都是零。另一方面，若R是{\displaystyle \mathbb {Z} /2}或{\displaystyle \mathbb {Z} }，则度为奇的元素不必有平方零，正如例子{\displaystyle \mathbb {RP} ^{2}}（系数{\displaystyle \mathbb {Z} /2}）或{\displaystyle \mathbb {RP} ^{4}\times \mathbb {RP} ^{2}}（系数{\displaystyle \mathbb {Z} }）。

## 对角
上积可视作来自对角映射{\displaystyle \Delta :\ X\to X\times X,\ x\mapsto (x,\ x).}也就是说，对于具有上同调类{\displaystyle u\in H^{i}(X,\ R),\ v\in H^{j}(Y,\ R)}的任意空间X、Y，有外积（或叉积）上同调类{\displaystyle u\times v\in H^{i+j}(X\times Y,\ R).}类{\displaystyle u\in H^{i}(X,\ R),\ v\in H^{j}(X,\ R)}的上积可定义为外积的对角线拉回：:186
{\displaystyle uv=\Delta ^{*}(u\times v)\in H^{i+j}(X,R).}
另外，外积也可用上积定义。对空间X、Y，将两投影分别写作{\displaystyle f:\ X\times Y\to X,\ g:\ X\times Y\to Y}，则{\displaystyle u\in H^{i}(X,\ R),\ v\in H^{j}(Y,\ R)}两类的外积就是
{\displaystyle u\times v=(f^{*}(u))(g^{*}(v))\in H^{i+j}(X\times Y,R).}

## 庞加莱对偶性
庞加莱对偶性的另一种解释是，闭有向流形的上同调环在强意义上是自对偶的。也就是说，令X为n维闭紧有向流形，F为域。则{\displaystyle H^{n}(X,\ F)}同构于F，积
{\displaystyle H^{i}(X,F)\times H^{n-i}(X,F)\to H^{n}(X,F)\cong F}
对每个整数i是完美配对。特别地，向量空间{\displaystyle H^{i}(X,\ F),\ H^{n-i}(X,\ F)}具有相同的（有限）维度。同样，积分上同调模挠、在{\displaystyle H^{n}(X,\ \mathbb {Z} )\cong \mathbb {Z} }中取值的积是Z上的完美配对。

## 示性类
拓扑空间X上秩为r的有向实向量丛E决定了X上的上同调类，即欧拉类{\displaystyle \xi (E)\in H^{r}(X,\ \mathbb {Z} )}χ。非正式地说，欧拉类是E的一般截面的零集类。E若是光滑流形X上的光滑向量丛E，这种解释会更明确，因为此时X的一般光滑截面会在X的r余维子流形上归于零。
在上同调取值的向量丛还有其他几种示性类，如陈类、施蒂费尔–惠特尼类、庞特里亚金类等。

## 艾伦伯格–麦克兰恩空间
对任意阿贝尔群A与自然数j，有空间{\displaystyle K(A,j)}，其第j个同伦群同构于A，其他同伦群均为零。这样的空间叫做艾伦伯格–麦克兰恩空间，对上同调是分类空间：有{\displaystyle H^{j}(K(A,j),A)}的自然元素u，每个空间X上每个度为j的上同调类都是u对某连续映射{\displaystyle X\to K(A,j)}的拉回。更确切地说，类u的拉回对每个具有CW复形上同调类型的空间X给出了双射:177
{\displaystyle [X,K(A,j)]{\stackrel {\cong }{\to }}H^{j}(X,A)}
当中{\displaystyle [X,Y]}表示X到Y的连续映射的同伦类集合。
例如，空间{\displaystyle K(\mathbb {Z} ,1)}（同伦等价意义上）可看作是圆{\displaystyle S^{1}}，所以上面的描述说，{\displaystyle H^{1}(X,\mathbb {Z} )}的每个元素都是通过某映射{\displaystyle X\to S^{1}}从{\displaystyle S^{1}}是哪个一点的类u拉回的。
对系数在任意阿贝尔群A（如CW复形X）中的第一上同调，都有相关的描述：{\displaystyle H^{1}(X,A)}与具有群A的X的伽罗瓦覆叠空间的同构类集（也称为X上的主A丛）一一对应。对连通的X，{\displaystyle H^{1}(X,A)}同构于{\displaystyle \operatorname {Hom} (\pi _{1}(X),A)}，曲线{\displaystyle \pi _{1}(X)}是X的基本群。例如，{\displaystyle H^{1}(X,\mathbb {Z} /2)}分类了X的双覆叠空间，元素{\displaystyle 0\in H^{1}(X,\mathbb {Z} /2)}对应平凡双覆叠，即两个X的不交并。

## 下积
对任意拓扑空间X、任意整数i、j、任意交换环R，下积是双线性映射
{\displaystyle \cap :H^{i}(X,R)\times H_{j}(X,R)\to H_{j-i}(X,R)}
得到映射
{\displaystyle H^{*}(X,R)\times H_{*}(X,R)\to H_{*}(X,R)}
使X的奇异上同调成为X的奇异上同调环上的模。
{\displaystyle i=j}时，下积给出了自然同态
{\displaystyle H^{i}(X,R)\to \operatorname {Hom} _{R}(H_{i}(X,R),R),}
其是R域的同构。
例如，令X是有向流形，不必是紧的。则其余维为i的闭有向子流形Y（不必紧）确定了{\displaystyle H^{i}(X,\ R)}中的一个元素，X的紧有向j维子流形Z确定了{\displaystyle H_{j}(X,\ R)}中的一个元素。下积{\displaystyle [Y]\cap [Z]\in H_{j-i}(X,\ R)}可通过扰动Y、Z使其横截相交，再取交集的类（即j-i维紧有向子流形）进行计算。
n维闭有向子流形X在{\displaystyle H_{n}(X,\ R)}中具有基本类{\displaystyle [X]}。庞加莱对偶同构
{\displaystyle H^{i}(X,R){\overset {\cong }{\to }}H_{n-i}(X,R)}
可通过与X的基本类的下积定义。

## 奇异上同调简史
上同调是现代代数拓扑的基础，但在同调论发展了40余年后，人们才意识到其重要性。亨利·庞加莱证明庞加莱对偶定理用的“对偶单元结构”概念即是上同调思想的雏形，但后来才被发现。
- 上同调的前身多种多样。[10]20世纪20年代中期，詹姆斯·韦德尔·亚历山大和所罗门·莱夫谢茨创立了流形上循环的相交理论。在闭有向n维流形M上，若i循环与j循环在一般位置有非空交，则其交就是(i+j-n)循环。这产生了同调类的乘法

{\displaystyle H_{i}(M)\times H_{j}(M)\to H_{i+j-n}(M),}
这与M的上同调的上积很相似。
- 1930年，亚历山大首次定义了上链，将空间X上的i上链看作是{\displaystyle X^{i+1}}中对角线小邻域上的函数。
- 1931年，乔治·德拉姆将同调与微分形式联系起来，证明了德拉姆定理。这一结果可以更简单地用上同调表述。
- 1934年，列夫·庞特里亚金证明了庞特里亚金对偶性定理，这是关于拓扑群的一个结果。这（在相当特殊的情形下）提供了用群特征解释庞加莱对偶和亚历山大对偶的方法。
- 1935年的莫斯科一次学术会议上，安德雷·柯尔莫哥洛夫和亚历山大引入了上同调，并试图建立上同调积结构。
- 1936年，诺曼·斯廷罗德通过对偶化切赫同调，构造了切赫上同调。
- 1936至1938年，哈斯勒·惠特尼与爱德华·切赫发展了上积（使上同调变为分次环）和下积，意识到庞加莱对偶性可用下积表示。他们的理论仍局限于有限多胞腔的复形。
- 1944年，塞缪尔·艾伦伯格克服了技术限制，给出了奇异同调和奇异上同调的现代定义。
- 1945年，艾伦伯格和斯廷罗德提出了艾伦伯格-斯廷罗德公理，下详。在1952年他们合著的《代数拓扑基础》（Foundations of Algebraic Topology）一书中，他们证明了现有的同调和上同调确实满足他们的公理。、
- 1946年，让·勒雷定义了层上同调。
- 1948年，埃德温·斯潘尼尔在亚历山大和柯尔莫哥洛夫的基础上，提出了亚历山大–斯潘尼尔上同调。

## 层上同调
层上同调是奇异上同调的丰富推广，允许更一般的系数，而不限于阿贝尔群。对拓扑空间X上任意的阿贝尔群层，有上同调群{\displaystyle H^{i}(X,\ E)}（i为整数）。特别地，X上的常层与阿贝尔群A相关联的情形下，所得的群{\displaystyle H^{i}(X,\ A)}与X的奇异上同调（流形或CW复形）重合（并非对任意X都成立）。20世纪50年代开始，层上同调成为了代数几何与复分析的核心部分，部分原因是正则函数层或全纯函数层的重要性。
亚历山大·格罗滕迪克用同调代数优雅地定义、描述了层上同调。其要点在于固定空间X，并将层上同调视作从X上的阿贝尔范畴层到阿贝尔群的函子。首先，取从X上的层E到其在X上的非局部截面的阿贝尔群的函子，即E(X)，它是左正合函子，而不必右正合。格罗滕迪克定义层上同调群为左正合函子{\displaystyle E\mapsto E(X)}的右导出函子。
这定义可以有很多推广。例如，可定义拓扑空间X的上同调，其系数可以在层的任意复形中，早先称作超上同调（现在则只叫做“上同调”）。从这角度来看，层上同调成了从X上的层导出范畴到阿贝尔群的函子序列。
更广义地讲，“上同调”常用作阿贝尔范畴上的左正合函子的右导出函子，而“同调”则是右正合函子的左导出函子。例如，对于环R，Tor群{\displaystyle {\rm {Tor}}_{i}^{R}(M,\ N)}在每个簇形成“同调”，即R模的张量积{\displaystyle M\otimes _{R}N}的左导出函子。同样，Ext群{\displaystyle {\rm {Ext}}_{R}^{i}(M,\ N)}可视作是每个簇中的“上同调”，c即Hom函子{\displaystyle {\rm {Hom}}_{R}(M,\ N)}的右导出函子。
层上同调与一种Ext群相关：对拓扑空间X上的层E，{\displaystyle H^{i}(X,\ E)}同构于{\displaystyle {\rm {Ext}}^{i}(\mathbb {Z} _{X},\ E)}，当中{\displaystyle \mathbb {Z} _{X}}表示与整数Z相关联的常层，Ext取X上的层的阿贝尔范畴。

## 簇的上同调
有很多构造可计算代数簇的上同调。最简单的情形是确定{\displaystyle 0}特征域上光滑射影簇的上同调。霍奇理论有叫做霍奇结构的工具，有助于计算这些簇类的上同调（增加了更精细的信息）。最简单的情形下，{\displaystyle \mathbb {P} ^{n}}中的光滑超平面的上同调可仅根据多项式的度确定。
考虑有限或特征为{\displaystyle p}的域上的簇，需要更有力的工具，因为同调/上同调的经典定义被打破了：有限域上的簇只能是有限点集。格罗滕迪克提出了运用格罗滕迪克拓扑的想法，并用平展拓扑上的层上同调定义有限域上的簇的上同调论。利用特征{\displaystyle p}域上的簇的平展拓扑，可构造{\displaystyle \ell }进上同调（{\displaystyle \ell \neq p}）：
{\displaystyle H^{k}(X;\mathbb {Q} _{\ell }):=\varprojlim H_{et}^{k}(X;\mathbb {Z} /(\ell ^{n}))\otimes _{\mathbb {Z} _{\ell }}\mathbb {Q} _{\ell }}
若有有限类型的概形
{\displaystyle X={\text{Proj}}\left({\frac {\mathbb {Z} \left[x_{0},\ldots ,x_{n}\right]}{\left(f_{1},\ldots ,f_{k}\right)}}\right)}
则只要簇在两个域上都光滑，{\displaystyle X(\mathbb {C} )}的贝蒂上同调和{\displaystyle X(\mathbb {F} _{q})}的{\displaystyle \ell }进上同调的维度就相等。此外，还有韦尔上同调论，与奇异上同调的行为类似。有一种猜想，其理论动机是所有韦尔上同调论的基础。
另一个有用的计算工具是爆破序列（blowup sequence）。给定余维度{\displaystyle \geq 2}的子概形{\displaystyle Z\subset X}，有笛卡儿平方
{\displaystyle {\begin{matrix}E&\longrightarrow &Bl_{Z}(X)\\\downarrow &&\downarrow \\Z&\longrightarrow &X\end{matrix}}}
由此，有相关的长正合序列
{\displaystyle \cdots \to H^{n}(X)\to H^{n}(Z)\oplus H^{n}(Bl_{Z}(X))\to H^{n}(E)\to H^{n+1}(X)\to \cdots }
若子簇{\displaystyle Z}光滑，则连通态射均平凡，因此
{\displaystyle H^{n}(Bl_{Z}(X))\oplus H^{n}(Z)\cong H^{n}(X)\oplus H^{n}(E)}
此外，利用法丛{\displaystyle N_{Z/X}}的陈类，爆破的上同调环很容易计算，公式为
{\displaystyle H^{*}()}

## 公理与广义上同调论
拓扑空间的上同调有多种定义（如奇异上同调、切赫上同调、亚历山大–斯潘尼尔上同调或层上同调）（此处层上同调只考虑系数在常层中）。这些理论对某些空间给出了不同结果，但对一大类空间都是一致的，这从公理上最容易理解：有一系列属性称作艾伦伯格-斯廷罗德公理，任意两个满足其的构造至少在所有CW复形上都一致。:95同调论和上同调论都有公理版本。有些理论可作为计算特殊拓扑空间的奇异上同调的工具，如单纯复形的单纯上同调、CW复形的胞腔上同调、光滑流形的德拉姆上同调。
上同调论的艾伦伯格-斯廷罗德公理之一是维度公理：若P是单点，则{\displaystyle H^{i}(P)=0,\ \forall i\neq 0.}1960年左右，George W. Whitehead发现，完全省略维度公理很有意义：这就产生了广义（上）同调论（定义如下）。K理论或复配边之类的广义上同调论，提供了拓扑空间的丰富信息，且是奇异上同调无法直接提供的（这时，奇异上同调通常叫做“普通上同调”）。
由定义，广义同调论是从CW-拓扑对范畴{\displaystyle (X,\ A)}（于是X是CW复形，A是子复形）到阿贝尔群范畴的函子序列{\displaystyle h_{i}}（i是整数），以及自然变换{\displaystyle \partial _{i}:\ h_{i}(X,\ A)\to h_{i-1}(A)}，称作边界同态（其中{\displaystyle h_{i-1}(A)}是{\displaystyle h_{i-1}(A,\ \emptyset )}的简写）。公理如下：
1. 同伦：若{\displaystyle f:(X,A)\to (Y,B)}同伦于{\displaystyle g:(X,A)\to (Y,B)}，则同调上的诱导同态相同。
2. 正合性：由结论f: A → X、g: (X,∅) → (X,A)，每对(X,A)都在同调上诱导了长正合序列：{\displaystyle \cdots \to h_{i}(A){\overset {f_{*}}{\to }}h_{i}(X){\overset {g_{*}}{\to }}h_{i}(X,A){\overset {\partial }{\to }}h_{i-1}(A)\to \cdots .}
3. 切除：若X是子复形A、B的并，则对每个i，包含{\displaystyle f:\ (A,\ A\cap B)\to (X,\ B)}会诱导同构{\displaystyle h_{i}(A,A\cap B){\overset {f_{*}}{\to }}h_{i}(X,B)}
4. 可加性：若(X,A)是一组对{\displaystyle (X_{\alpha },\ A_{\alpha })}的不交并，则对每个i，包含{\displaystyle (X_{\alpha },\ A_{\alpha })\to (X,\ A)}会诱导从直积出发的同构：{\displaystyle \bigoplus _{\alpha }h_{i}(X_{\alpha },A_{\alpha })\to h_{i}(X,A)}

广义上同调论的公理大致是通过翻转箭头得到的。更详细地说，广义上同调论是一系列从CW-拓扑对范畴到阿贝尔群范畴的反变函子序列{\displaystyle h^{i}}（i是整数），及自然变换d: hi(A) → hi+1(X,A)，称作边界同态 （其中{\displaystyle h^{i}(A)}表示{\displaystyle h^{i}(A,\ \emptyset )}。公理如下：
1. 同伦：同伦映射在上同调诱导相同的同态。
2. 正合性：由结论f: A → X、g: (X,∅) → (X,A)，每对(X,A)都在上同调上诱导了长正合序列：{\displaystyle \cdots \to h^{i}(X,A){\overset {g_{*}}{\to }}h^{i}(X){\overset {f_{*}}{\to }}h^{i}(A){\overset {d}{\to }}h^{i+1}(X,A)\to \cdots .}
3. 切除：若X是子复形A、B的并，则对每个i，包含{\displaystyle f:\ (A,\ A\cap B)\to (X,\ B)}会诱导同构{\displaystyle h^{i}(X,B){\overset {f_{*}}{\to }}h^{i}(A,A\cap B)}
4. 可加性：若(X,A)是一组对{\displaystyle (X_{\alpha },\ A_{\alpha })}的不交并，则对每个i，包含{\displaystyle (X_{\alpha },\ A_{\alpha })\to (X,\ A)}会诱导到达积群的同构：{\displaystyle h^{i}(X,A)\to \prod _{\alpha }h^{i}(X_{\alpha },A_{\alpha })}

谱决定了广义（上）同调论。Brown、Whitehead、Adams得到的一个基本结果是：所有广义同调论都来自一个谱，所有广义上同调论也来自一个谱。这推广了艾伦伯格–麦克兰恩空间对普通上同调的可表性。
一个微妙问题是，从稳定同调范畴（谱的同伦范畴）到CW-拓扑对上的广义同调论的函子，虽然给出了同构类上的双射，但是不等价；在稳定同伦范畴中，有非零映射（即幻影映射），其诱导了CW-拓扑对上同伦论间的零映射。同样，从稳定同伦范畴到XW-拓扑对上的广义上同调论的函子也不等价。正是稳定同伦范畴具有三角化之类良好性质。
要将（上）同调论的定义域从CW复形推广到任意拓扑空间，一种标准方法是加入公理：所有弱同伦等价都会在（上）同调诱导一个同构（对奇异（上）同调是正确的，但层上同调等则不然）。由于每个空间都可从CW复形得到弱同伦等价，这公理将所有空间的（上）同调论还原为CW复形的相应理论。
广义上同调论的一些例子：
- 稳定上同伦群{\displaystyle \pi _{S}^{*}(X).}相应的同调论更常用：稳定同伦群{\displaystyle \pi _{*}^{S}(X).}
- 各种配边群，从空间到流形的所有映射的角度研究空间：无向配边{\displaystyle MO^{*}(X)}有向配边{\displaystyle MSO^{*}(X),}复配边{\displaystyle MU^{*}(X),}等等。复配边在同伦论中尤为强大，经由丹尼尔·奎伦的定理，同形式群密切相关。
- 拓扑K理论的各种形式，从空间上所有向量丛的角度研究空间：{\displaystyle KO^{*}(X)}（实周期K理论）、{\displaystyle ko^{*}(X)}（实连通K理论）、{\displaystyle K^{*}(X)}（复周期K理论）、{\displaystyle ku^{*}(X)}（复连通K理论），等等。
- 布朗-彼得森上同调、莫拉瓦K理论、莫拉瓦E理论等等由复配边建立的理论。
- 各种椭圆上同调。

其中许多理论比普通上同调的信息更丰富，但更难计算。
上同调论E若满足{\displaystyle E^{*}(X)}对每个空间X都具有分次环的结构，则称E具有乘性。用谱的语言来说，有几个更精确的环谱概念，如E∞环谱，其中的积在很强的意义上是交换、结合的。

## 脚注
1. 1 2 3 4 5 6  Hatcher 2001.
2. ↑  Hatcher 2001，Theorem 3.5; Dold 1972，Proposition VIII.3.3 and Corollary VIII.3.4.
3. ↑  Dold 1972，Propositions IV.8.12 and V.4.11.
4. ↑  Hatcher 2001，Theorem 3.11.
5. 1 2  Thom 1954.
6. ↑  Hatcher 2001，Example 3.16.
7. ↑  Hatcher 2001，Example 3.7.
8. ↑  Hatcher 2001，Proposition 3.38.
9. 1 2  May 1999.
10. ↑  Dieudonné 1989，Section IV.3.
11. ↑  Hartshorne 1977，Section III.2.
12. ↑  Switzer 1975，第117, 331頁，Theorem 9.27; Corollary 14.36; Remarks.
13. ↑  . MathOverflow.
14. ↑  Switzer 1975，7.68.